# Bandhagen (tunnelbanestation)
Bandhagen är en station inom Stockholms tunnelbana, Gröna linjen. Den ligger i stadsdelen Bandhagen i Söderort inom Stockholms kommun. Stationen ligger mellan stationerna Stureby och Högdalen. Avståndet till Slussen är 6,5 kilometer. Den öppnades den 22 november 1954 och ritades av Magnus Ahlgren.

## Allmänt
Från ingången sett går spåret till vänster mot Hässelby strand, medan spåret till höger går till Hagsätra.
Stationen är belägen utomhus, delvis på viadukt över Trollesundsvägen. Entré i söder från Bandhagsplan.
Konstnärlig utsmyckning: en stor tumstock och ett stenblock av ölandssten av Freddy Fraek, 1983. Tumstocken var ursprungligen utförd i trä vilket slets så hårt att tumstocken fick kläs in i koppar fyra år senare.

## Framtid
Från cirka 2030 kommer stationen att ligga på Blå linjen istället för på Gröna. Det gäller alla stationer från Sockenplan till Hagsätra. Hagsätragrenen blir då en av Blå linjens grenar i söder. Vid den nya stationen Sofia kommer banan grena sig i Nackagrenen respektive Hagsätragrenen.

## Galleri

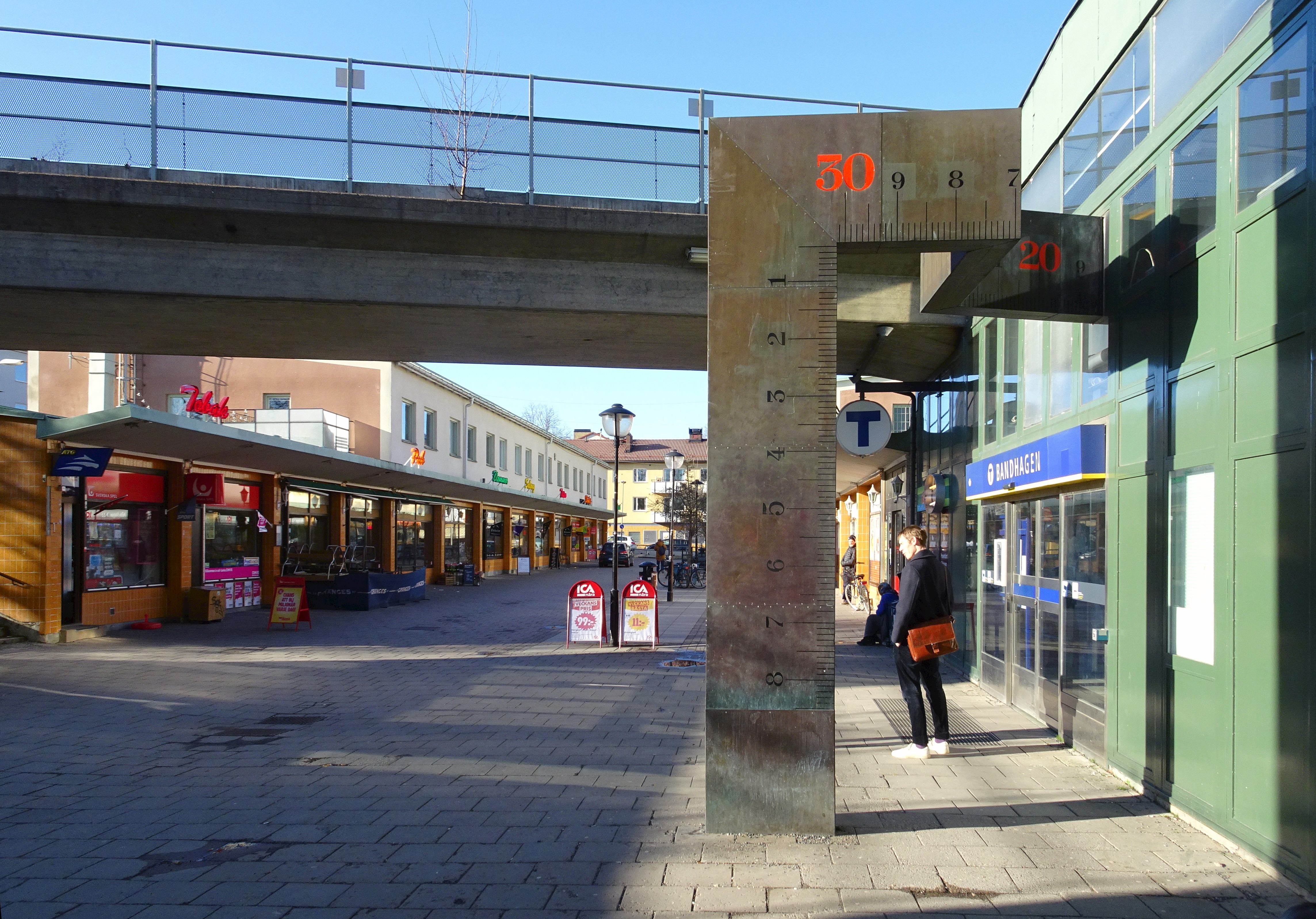
Ingången
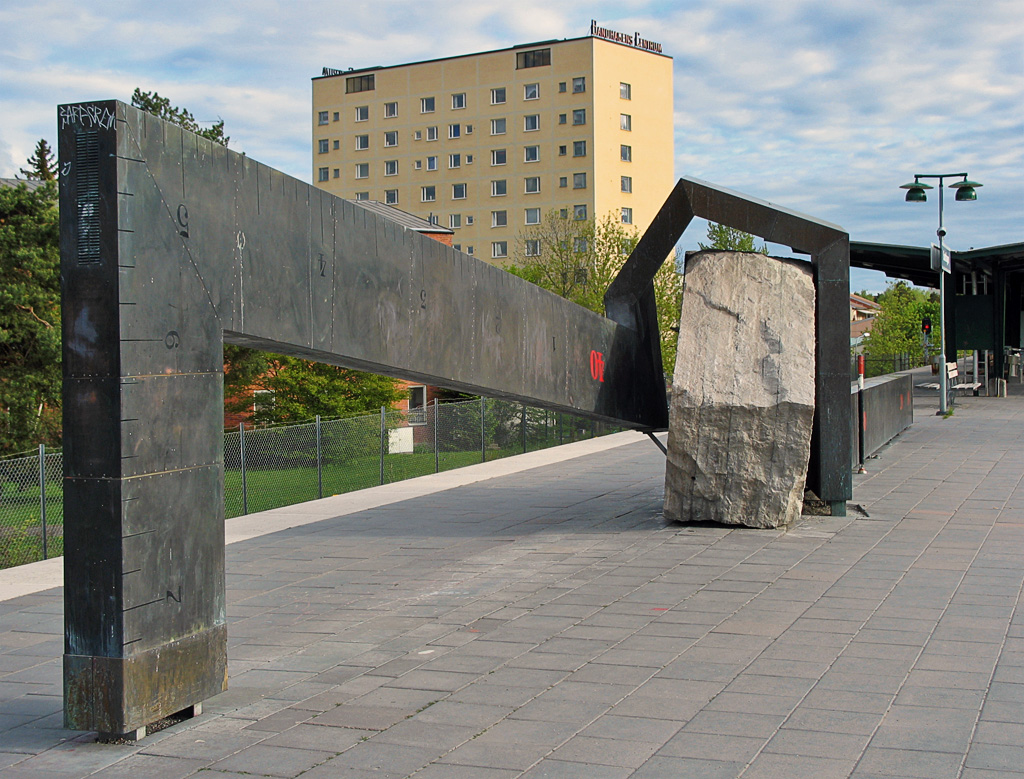
Freddy Fraeks Linear (1983)
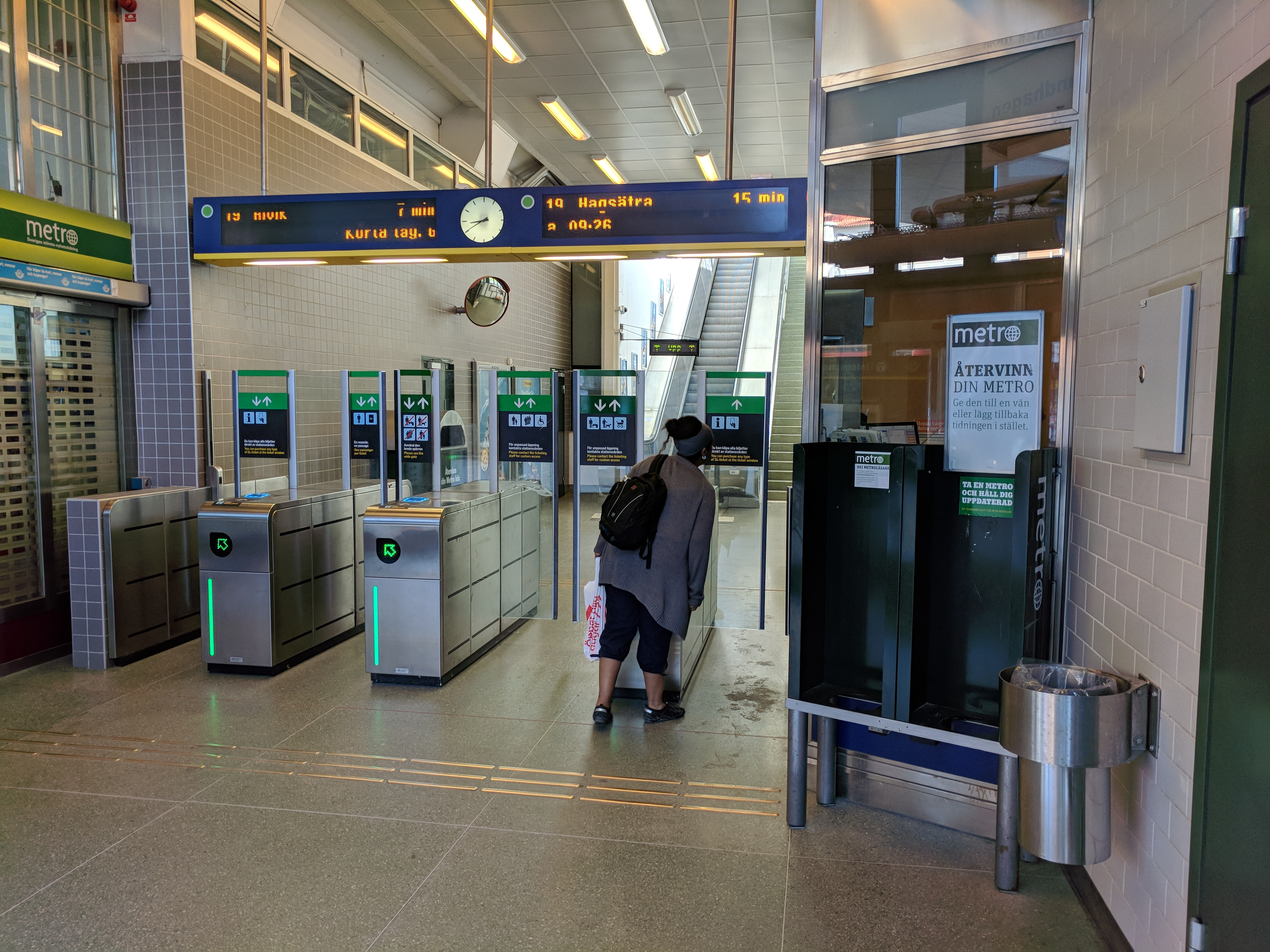
Biljetthallen
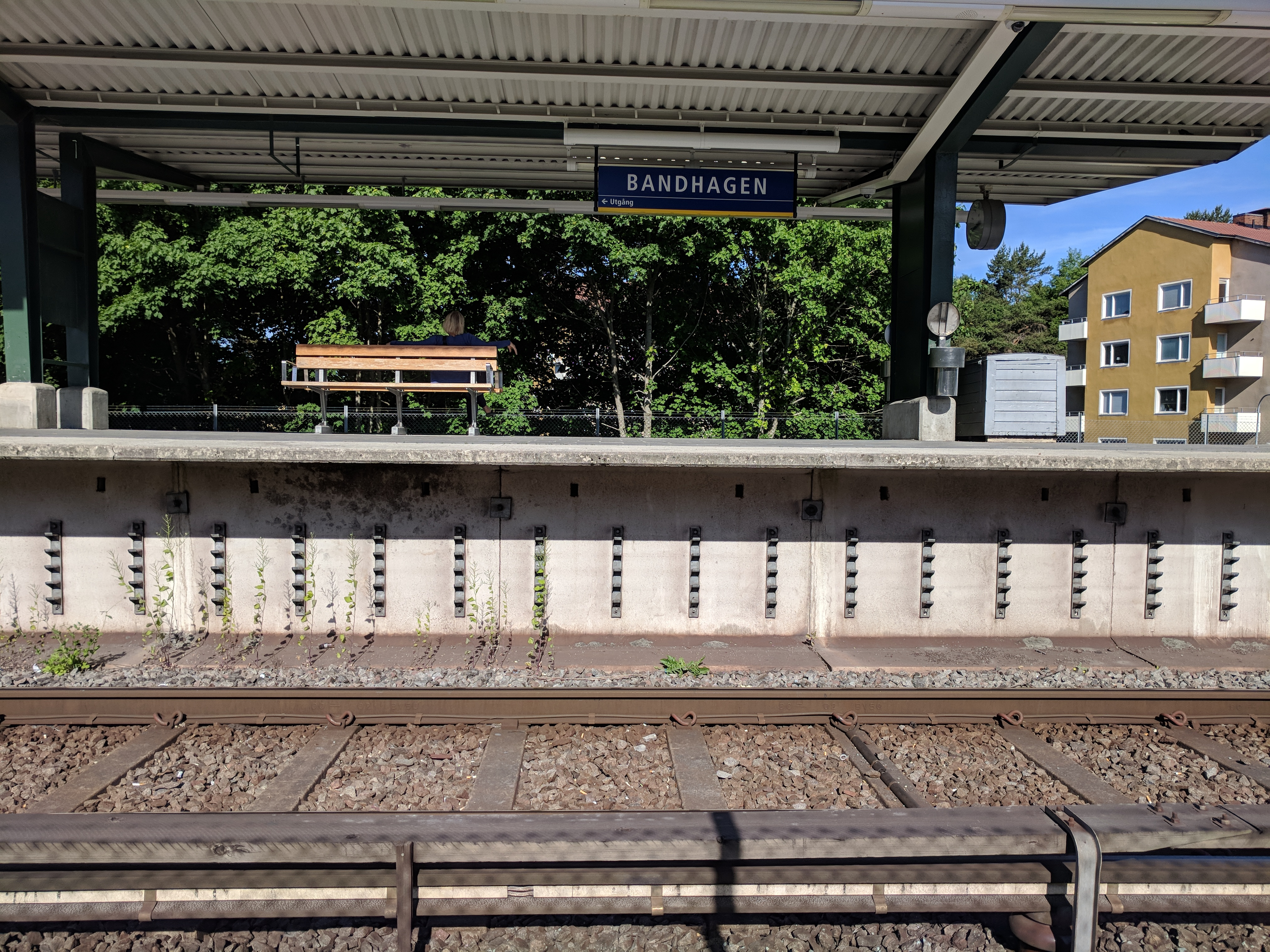
Perrongen
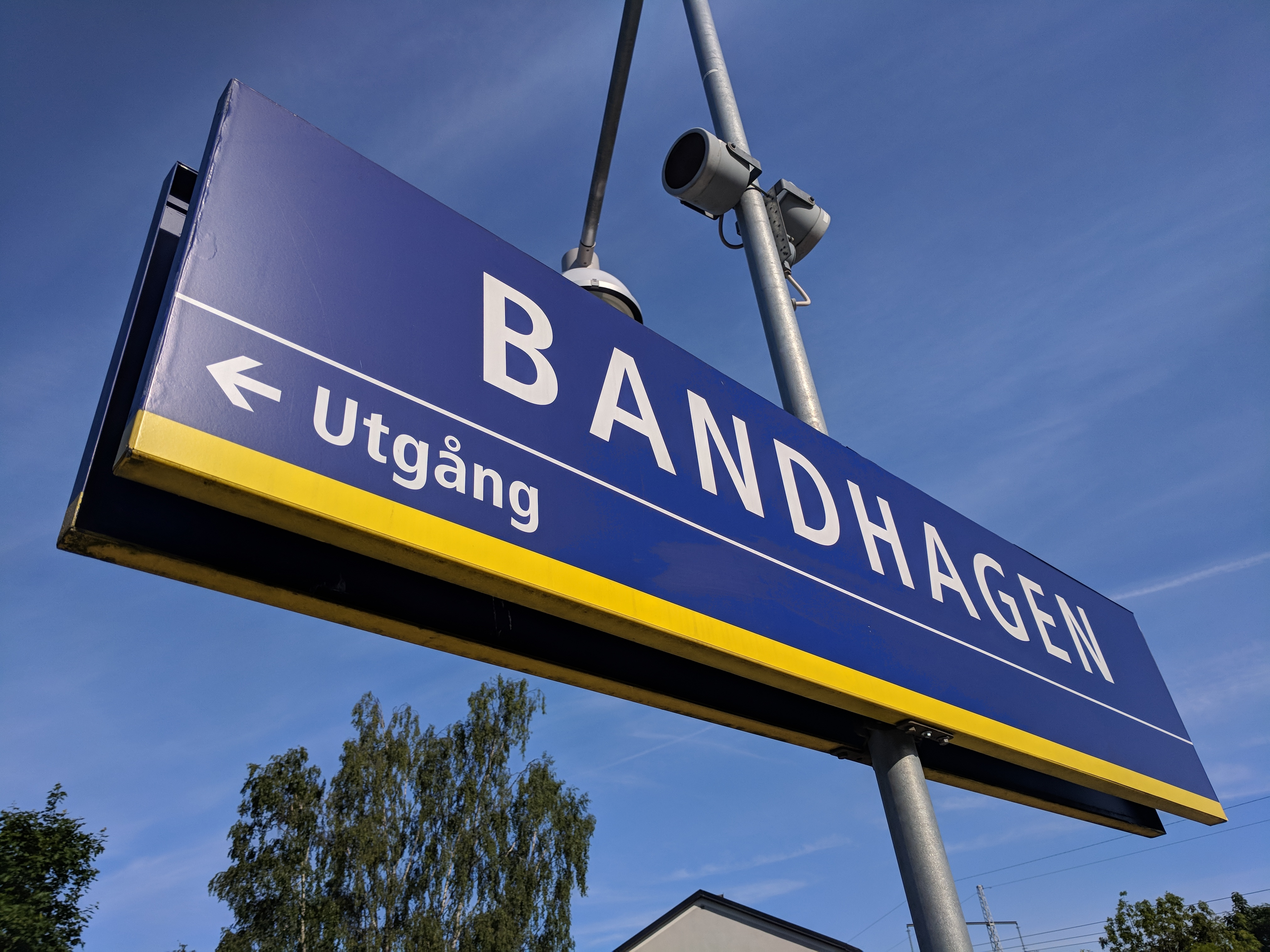
Stationsskylt
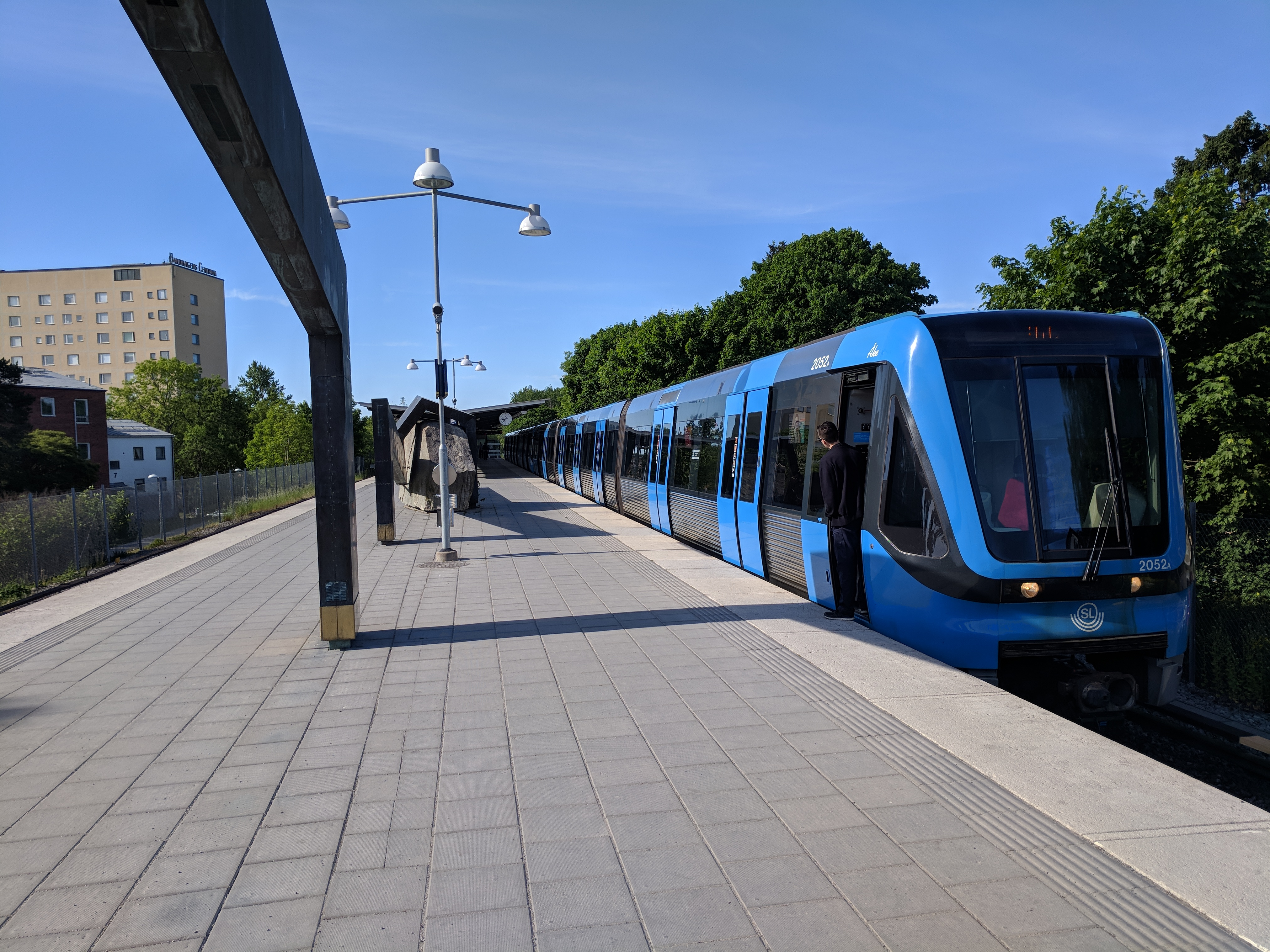
C20 på stationen